# Diecisiete ingleses envenenados
Diecisiete ingleses envenenados, escrito originalmente en 1980, es el octavo del compendio de doce cuentos escritos y redactados por Gabriel García Márquez a lo largo de dieciocho años, que conforman el libro llamado Doce cuentos peregrinos

## Resumen
Cada piso era un hotel distinto. Prudencia no quiso quedarse en el hotel del tercero donde estaban los diecisiete ingleses, y el único libre era el del quinto.  un día antes, fue a cenar a un restaurante ubicado a poca distancia del hotel, allí se encontró con un cura. Pero también le dijo que no confesaba a nadie. Ella, muy entristecida. De camino al hotel, ella vio varias ambulancias donde llevaban a los diecisiete ingleses que habían muerto envenenados por la comida que les sirvieron ese mismo día. Ella se sintió muy agradecida de no haber ido al hotel del tercer piso...